# チャイルドドクター・ジャパン
特定非営利活動法人チャイルドドクター・ジャパンは、日本のNPO法人。代表は医師で医療法人医真会名誉顧問の森功。社会企業家的なシステム作りをおこなっている。2020年の日本財団の社会貢献者表彰を安部元首相夫人から受賞。同年、全国5000校の小中学校の壁新聞に紹介される。

## 代表
代表の森功は医学部卒業後直ぐにアフリカ・ケニアに渡り、国際協力機構（JICA）の前身の団体のもとで国際医療支援活動に従事後、アメリカに渡りジョンズ・ホプキンズ大学にて米国連邦医師免許を取得。アメリカでレジデント勤務後帰国。帰国後、48歳で医真会八尾病院を設立。医真会八尾総合病院の院長であった1995年、阪神・淡路大震災に同病院より医師・看護師等の医療従事者を派遣。コソボ紛争後の復興支援活動にも国際医療団を派遣した。2000年10月に大阪府に特定非営利活動法人として申請し認証。

## 職員
学生時代、森によって見出された宮田久也（チャイルドドクタージャパン・理事/本部統括）と、助川理子（メディカルスタッフ）を中心にアフリカで活動を展開。現在、ケニア事務所CEOは風間春樹。

## チャイルドドクターシステム
宮田の学生時代からアフリカでの活動経験がもととなり開発されたシステム。宮田は、学生時代に読んだ「息子への手紙」（朝日新聞社）の主人公である中田厚仁に感化され、中田が大学時代に実施した「30カ国訪問・1年間の留学・国連ボランティアへの参加」を踏襲しようと、「世界一周旅行・1年間の留学・NGOへの参加」（緊急支援：コソボ紛争とインド西部大地震）を実施。上記留学中、カナダの地下鉄で暴漢にナイフで襲われ胸部4箇所の傷を負った際に、「誰の為に何もせずに死ぬこと」を後悔した経験が、その後の人生で「人の役に立つこと」をライフワークに掲げるようになったと語っている。大学卒業後は、NPOの支援母体である医真会八尾総合病院（大阪府八尾市）からNPOチャイルドドクター・ジャパン（ケニア事務所）に出向。「人の役に立つこと」を目標にアフリカへやってきたものの、問題は山積し成果のあがらない毎日に疲れ、渡航から数年後には帰国を決意する。その折、最後にと訪れた支援地域のスラム（貧困地域）で、かけ寄ってくる子ども達に癒やされ、それまで支援の対象と思っていた子ども達に自分が力づけられていることに気付かされる。それ以降、先進国の経済力と途上国の貧困問題を掛け合わせる従来の支援に、途上国の子ども達の前向きさと忙しい社会の中で頑張り続ける先進国の人々を掛け合わせる支援を組み合わせ、双方向にお互いが必要としていると実感出来る仕組みを作り上げた。これにより支援を受ける子ども達だけでなく、支援者の満足度を高めることによって長期的に継続した支援の形を確立した。

## 運営手法
支援に対する考え方だけでなく、支援者獲得や維持においても独自の手法を取り入れている。特に顕著なのは、NPO的な理念を実現する為に、ビジネスの手法を導入していることである。援助業界の常識を覆す手法で問題を解決に導いたり、業界初の手法で解決に導いた。中でも里親制度的な支援に見られる途上国の子ども達との交流事業では、通常1年365日に1通届く手紙のスピードを僅か7日間まで短縮することに成功し、支援者と途上国のチャイルドの交流頻度を高めた。その結果、年次報告会の無開催・ニュースレターの無発行というネガティブ要素にもかかわらず、団体の継続支援加入率を 98.8%という高い水準で維持している。また、試食・試飲・試乗・試着等、ビジネス業界では当たり前のお試しシステムが援助業界にないことから、「30 日間の支援体験コース」プログラムを導入。その結果、体験コース参加者の48％が有料の継続支援に加入するという結果をもたらしたと語っている。

## テレビ・雑誌・メディア関連
- NHKBSh 地球ドキュメントミッション/スペシャル版「ケニア 一通の手紙が子どもの命を救う」2010年7月25日放送
- NHKBS1 地球ドキュメントミッション/スペシャル版「ケニア 一通の手紙が子どもの命を救う」2010年11月18日放送
- NHK総合 成人式特集「ミッション　僕たちが世界を変える」2011年1月10日放送
- NHKBS1地球ドキュメントミッション/最終回2011年3月31日放送
- NHKBS1地球テレビ100/ケニアから生中継 2011年4月9日放送
- 失敗から学んだ、社会貢献と事業展開の正しい関係（日経BPビジネスオンライン）
- 国際協力ガイド2012「専門分野別に見る国際協力の仕事」
- サンデー毎日[close up]「生命の診察券」2010年11月16日
- 高知新聞「診療所、エイズ感染者続々」2010年9月
- 岐阜新聞「（ケニアルポ）広がるエイズ感染」2010年9月
- 信濃毎日新聞「ケニアの診療所に」2010年9月
- ナースの働き方「ハッピーガイド」2011年4月